# گریشینو (سرزمین آلتای)
گریشینو (به لاتین: Grishino) یک منطقهٔ مسکونی در روسیه است که در سرزمین آلتای واقع شده‌است.